# Сан Марчелино (Леко)
Сан Марчелино је насеље у Италији у округу Леко, региону Ломбардија.
Према процени из 2011. у насељу је живело 15 становника. Насеље се налази на надморској висини од 335 м.